# Mouilleron-le-Captif
Mouilleron-le-Captif település Franciaországban, Vendée megyében. Lakosainak száma 5209 fő (2022. január 1.). Mouilleron-le-Captif Dompierre-sur-Yon, La Génétouze, Le Poiré-sur-Vie, La Roche-sur-Yon és Venansault községekkel határos.

## Népesség
A település népességének változása:
| Lakosok száma | 4829 | 4862 | 5022 | 4928 | 4946 | 4971 | 4996 | 5037 | 5209 |
|               | 2013 | 2015 | 2016 | 2017 | 2018 | 2019 | 2020 | 2021 | 2022 |